# John Pratt (calciatore)
John Arthur Pratt (Londra, 26 giugno 1948) è un ex calciatore inglese, di ruolo centrocampista.

## Palmarès

### Club

#### Competizioni nazionali
- Coppa d'Inghilterra: 1

Tottenham: 1966-1967
- Coppa di Lega inglese: 2

Tottenham: 1970-1971, 1972-1973
- FA Charity Shield: 1

Tottenham: 1967

#### Competizioni internazionali
- Coppa UEFA: 1

Tottenham: 1971-1972
- Coppa di Lega Italo-Inglese: 1

Tottenham: 1971